# Jeanelle Scheper
Jeanelle Scheper (Kingston, 21 de novembro de 1994) é uma atleta de Santa Lúcia, especialista em salto em altura.

## Carreira
Jeanelle Scheper competiu na Rio 2016, sendo eliminada nas eliminatórias. 